# NGC 7276
NGC 7276 este o galaxie situată în constelația Șopârla. A fost descoperită în 20 septembrie 1876 de către Édouard Stephan⁠(d). Se află la o distanță de 82,48 de megaparseci de Pământ.